# چمانک
چمانک، روستایی است از توابع بخش قاهان شهرستان جعفرآباد در استان قم ایران.

## جمعیت
براساس سرشماری مرکز آمار ایران در سال ۱۳۸۵، جمعیت آن ۲۵۹ نفر (۷۵خانوار) بوده‌است.